# Budget primitif
En finances locales, un budget primitif est un budget voté par l'assemblée locale en début d'exercice.
Ce budget peut par la suite être modifié au cours du même exercice lors du vote, par la même assemblée délibérante, d'une ou plusieurs décisions modificatives ou encore du budget supplémentaire.